# Egon Boldt

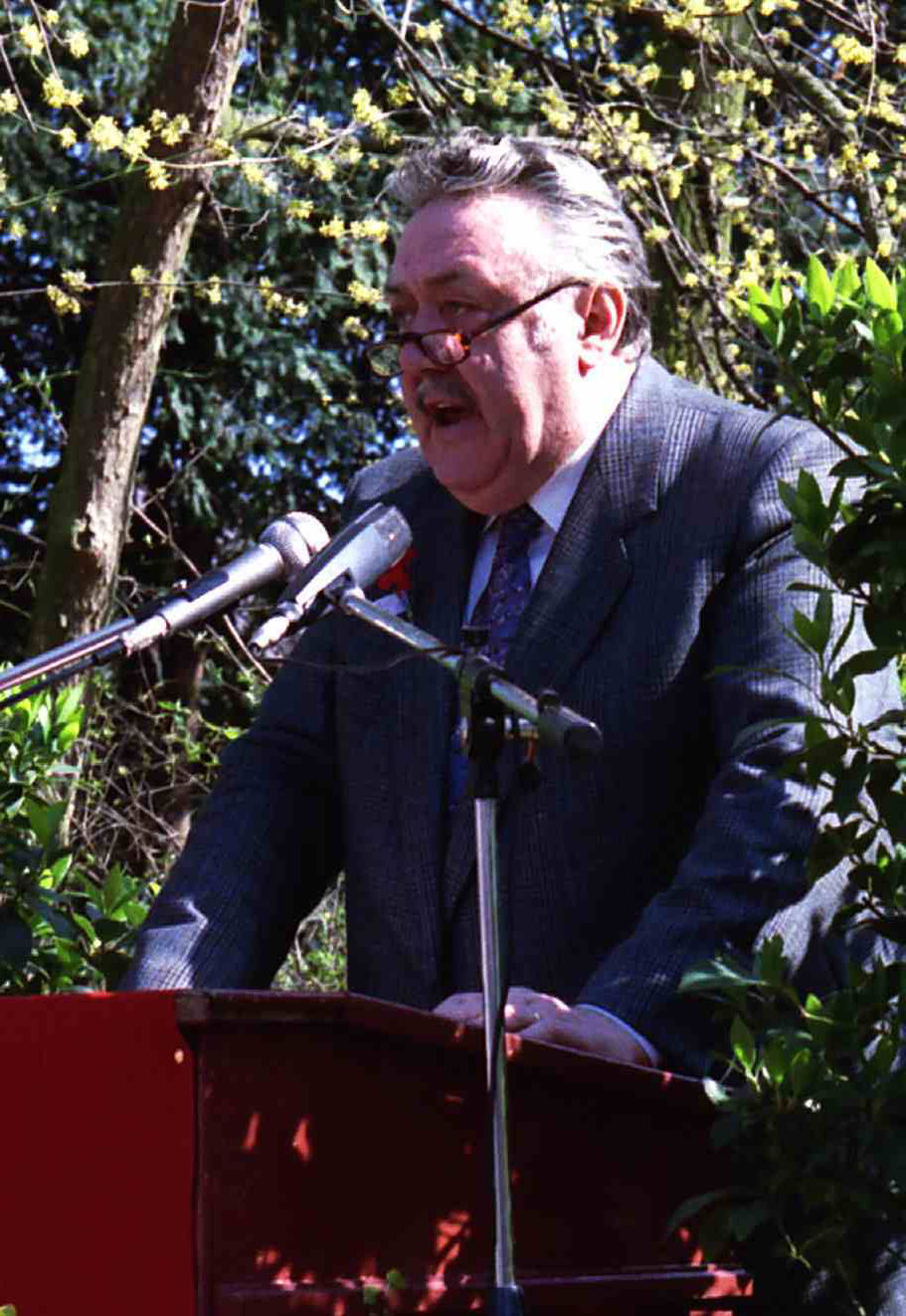
Egon Boldt Maikundgebung 1986 in Hamburg-Bergedorf

Egon Jani Boldt (* 22. Mai 1926 in Hamburg-Bergedorf; † 18. Januar 2003 in Reinbek bei Hamburg) war ein deutscher Gewerkschaftsfunktionär und Politiker der SPD.

## Leben
Egon Boldt war Sohn von Heinrich Boldt und der aus Ungarn stammenden Anna Boldt, geb. Farkas. Er wuchs im früheren Sande (heute Hamburg-Lohbrügge) auf. Nach Abschluss der Schule nahm er eine Lehre bei Eisenwaren Zieske auf, die er infolge Kriegsausbruchs abbrechen musste. 1941 nahm er eine Ausbildung bei der Deutschen Post auf, die durch seinen Einzug als Marinesoldat unterbrochen wurde. Nach englischer Gefangenschaft in Aumühle (bei Hamburg) setzte er seine Ausbildung bei der Deutschen Post 1947 fort und wurde Beamter.
Egon Boldt war verheiratet und hatte zwei Söhne.

## Gewerkschafter
Schon in jungen Jahren engagierte er sich in der Deutschen Postgewerkschaft. 1958 erfolgte seine Wahl zum Vorsitzenden der Deutschen Postgewerkschaft in Hamburg-Bergedorf, deren Vorsitzender er bis zu seiner Pensionierung 1988 war. 1963 wurde er Mitglied des Ortsverwaltungsvorstandes der Deutschen Postgewerkschaft in Hamburg. 1967 erfolgte die Wahl zum stellvertretenden Vorsitzenden im Ortskartell des Deutschen Gewerkschaftsbundes in Hamburg-Bergedorf. Sein jahrelanges gewerkschaftliches Engagement führte ihn 1982 zum Vorsitz des Deutschen Gewerkschaftsbundes in Bergedorf, den er bis 1988 innehielt. In diesem Zeitraum war er auch Mitglied des Kreisvorstandes des Deutschen Gewerkschaftsbundes in Hamburg.

## Politik
1965 trat Egon Boldt der SPD bei. 1974 zog er als Abgeordneter der SPD in die Bergedorfer Bezirksversammlung ein. 1978 wählte ihn die SPD-Fraktion der Bezirksversammlung zum Stellvertretenden Fraktionsvorsitzenden. Nach der Wahl zur Bezirksversammlung im Juni 1982, bei der die SPD die Mehrheit im Parlament verlor, war Egon Boldt bis zur Neuwahl im Dezember 1982 Stellvertretender Vorsitzender der Bergedorfer Bezirksversammlung. Nach den Neuwahlen im Dezember 1982, bei der die SPD wieder die Mehrheit errang, erfolgte die Wahl Egon Boldts zum Vorsitzenden der Bergedorfer Bezirksversammlung. Bei den Wahlen zur Bezirksversammlung im November 1986 verlor die SPD ihre Mehrheit in der Bezirksversammlung wieder an die CDU. Egon Boldt war fortan wieder Stellvertretender Vorsitzender der Bergedorfer Bezirksversammlung. Nach den erneuten Wahlen zur Bezirksversammlung im Mai 1987, bei der die SPD wiederum die Mehrheit im Bezirksparlament errang, erfolgte die Wahl Egon Boldts zum Vorsitzenden der Bergedorfer Bezirksversammlung. Dieses Amt übte er über mehrere Legislaturperioden bis September 1997 aus. In den Jahren 1982 bis 1997 arbeitete er mit den Bezirksamtsleitern Jörg König (SPD) und Christine Steinert (SPD) zusammen. Im September 1997 schied Egon Boldt aus Altersgründen aus dem Bergedorfer Bezirksparlament aus.

## Ehrungen
- 1984 wurde ihm das Verdienstkreuz am Bande des Verdienstordens der Bundesrepublik Deutschland verliehen.[2]